# 兴安街道 (黑河市)
兴安街道，是中华人民共和国黑龙江省黑河市爱辉区下辖的一个乡镇级行政单位。

## 行政区划
兴安街道下辖以下地区：
金融社区、邮政社区和热电社区。